# Ubouzanes

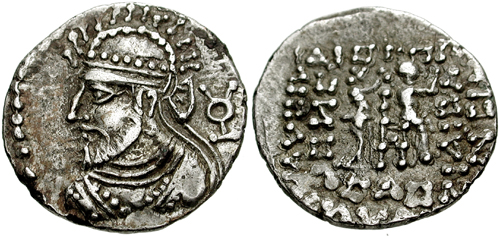
Münze von Ubouzanes

Ubouzanes (alte Lesung: Otannes) war ein indo-parthischer König, der um das Jahr 77 regierte.
Ubouzanes bezeichnet sich auf seinen Münzen als Sohn des Orthagnes und war wohl dessen Nachfolger. Er ist nur von seinen Münzen bekannt. Diese sind in Seistan geprägt worden, einige wurden in Jammu gefunden. Seistan und Jammu entsprechen demnach wohl auch seinem Herrschaftsgebiet. Ubouzanes bezeichnet sich auf seinen Münzen als Gondophares. Der Name des letzteren Herrschers ist also nach dessen Tod zu einem Herrschertitel geworden.